# 萨拉·达南特
萨拉·达南特（法語：Sarah Daninthe，1980年6月25日—），生于瓜德罗普莱萨比姆，法国女子击剑运动员。她曾代表法国参加2004年夏季奥林匹克运动会击剑比赛，获得女子团体重剑铜牌。